# غاليكوس (كيلكيس)
غاليكوس (Γαλλικός) هي مدينة في كيلكيس في مقاطعة فوريا إلادا في اليونان.
يبلغ عدد سكانها حوالي 1211 نسمة.